# Bảo tàng đồ gốm Đông Á Osaka

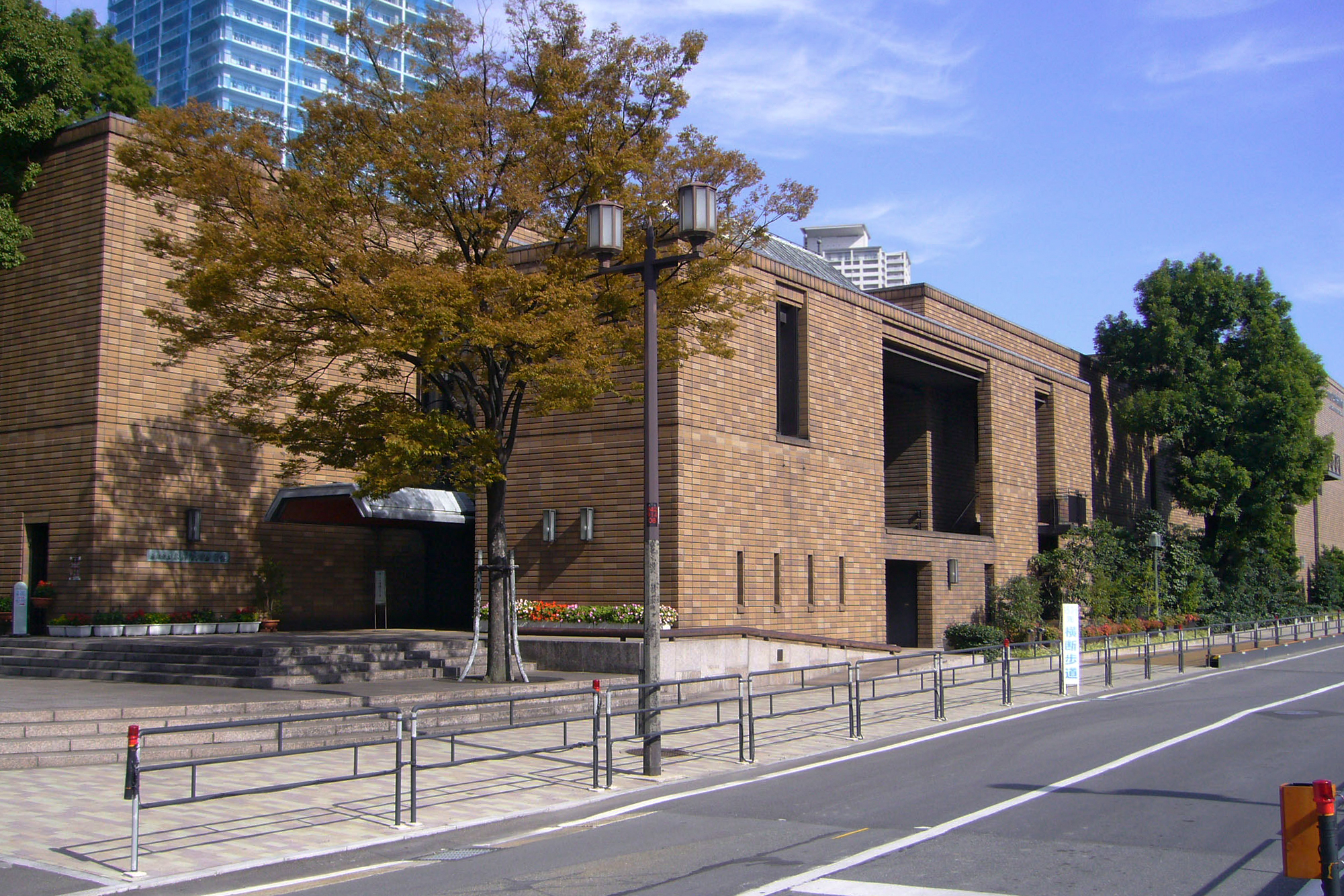
Mặt tiền Viện Bảo tàng đồ gốm Đông Á Osaka

Viện Bảo tàng đồ gốm Đông Á Osaka 大阪市立東洋陶磁美術館 (おおさかしりつとうようとうじびじゅつかん Đại Phản thị lập Đông Dương đào từ mỹ thuật quán) là một cơ sở bảo tàng chuyên về đồ gốm xuất xứ từ Viễn Đông. Bảo tàng này có tiếng là một trong những nơi lưu trữ gốm sứ cổ lớn nhất thế giới. Trọng tâm của Viện bảo tàng này là gốm sứ Trung Hoa và Triều Tiên nhưng cũng có một số cổ vật gốm sứ Việt Nam. Bộ sưu tập Ataka Collection do nhóm Sumitomo Group hiến tặng cũng như bộ sưu tập mang tên Rhee Byung-Chang được coi là hai tập hợp gốm sứ rất xuất sắc.